# Pitti Tondo
Pitti Tondo (Tondo Pitti) je nedokončan marmornat relief Marije z otrokom Michelangela v okrogli ali tondo obliki. Izdelal ga je med letoma 1503 in 1504, ko je bival v Firencah, zdaj pa je v Museo nazionale del Bargello v Firencah.

## Zgodovina
Tondo so delali v letu, v katerem je Michelangelo izklesal svojega Davida, potem ko je našel čas, da se je posvetil nekaterim drugim plačanim zasebnim naročilom. Delo ni bilo dokončano, preden je Michelangelo odšel iz Firenc v Rim in se nikoli več vrnil. Številni detajli manjkajo in stranice dela niso zloščene.
To skulpturo je naročil Bartolomeo Pitti. Njegov sin Miniato, menih na Monte Olivetu, jo je podaril Luigiju Guicciardiniju (1487–1551). Leta 1564 si je umetnostni zgodovinar Benedetto Varchi ogledal delo v hiši Guicciardinijevega nečaka Piera. Leta 1823 so tondo kupile firenške oblasti za 200 scudov v trgovini trgovca Fedeleja Acciaija.
Tondo je leta 1873 vstopil v zbirko Museo nazionale del Bargello in bil postavljen tam, kjer prebiva, v Galeriji Uffizi.

## Opis in slog
V nedokončanem tondu sta v visokem reliefu le glavi Marije in malega Jezusa. Marija je upodobljena z odprto knjigo na kolenih. Podrobnosti njenih oči niso popolne, kot v značilnem slogu Michelangela, vendar interpretacije kažejo, da je njen pogled videti raztresen, kot da gleda v daljavo in razmišlja o usodi svojega sina, ki je napovedana v svetih spisih, ki jih bere. Kerubin na Marijinem čelu simbolizira njeno znanje o prerokbah, kot ga najdemo na reliefu iz terakote, Madona z otrokom, ki ga pripisujejo Donatellu iz Padove in datirajo v ok. 1440. Dete Jezus se naslanja nanjo v živahnem kontrapostu in komaj viden, ki izstopa v ozadju, je mladi sveti Janez Krstnik.
Očitno je na Michelangela vplivala tudi zdaj izgubljen karton svete Ane Leonarda da Vincija, ki je bil razstavljen v Firencah v Santissima Annunziata v letih, ko je Michelangelo delal na kipu. Obe deli temeljita na interakciji med figurama.
Osrednja figura kompozicije je Marija, ki sedi na kockastem bloku (podobno tistemu v Michelangelovi Madoni po stopnicah). Interpretacije kažejo, da se zdi, kot da se upogne, da bi zapolnila prostor, ki mu ga dodeli tondo in da njena drža daje vtis, da želi pobegniti iz upodobljenega prizora.
Njena glava v visokem reliefu štrli navzven in navzgor čez mejo tonda in se obrača v levo, da prekine togost navpične osi njenega telesa. Globino delu daje tudi kontrast med nedokončano figuro Janeza Krstnika in reliefom Device.